# سان پابلو (کلرادو)
سان پابلو (به انگلیسی: San Pablo) یک منطقهٔ مسکونی در ایالات متحده آمریکا است که در شهرستان کوستیا، کلرادو واقع شده‌است. سان پابلو ۲٬۴۶۷ متر بالاتر از سطح دریا واقع شده‌است.